# レッツ・ダンス (ベニー・グッドマンの曲)
「レッツ・ダンス」(Let's Dance) は、ベニー・グッドマンが50年以上にわたってにオープニングのテーマとしていた、ジャズ・スタンダードとなっているインストゥルメンタル曲。

## 背景
「レッツ・ダンス」は、カール・マリア・フォン・ウェーバーが作曲した『舞踏への勧誘』を下敷きにした楽曲で、曲名は、1934年から1935年にかけてベニー・グッドマンが出演して演奏していたラジオ番組『レッツ・ダンス (Let's Dance)』から名付けられている。グッドマンは、この「レッツ・ダンス」という曲を、彼が演奏したほぼ全ての機会においてオープニング曲として用い、遂には公式に、彼のテーマ曲とされるようになった。この曲を作曲したのは、グレゴリー・ストーン (Gregory Stone) とジョセフ・ボニーム (Joseph Bonine) のふたりで、これにファニー・メイ・ボールドリッジ (Fanny May Baldridge) が歌詞を付けた。グッドマン自身は、この曲を歌詞付きで録音することは一度もなかったが、1954年には、モダニアーズが、グッドマンへのトリビュートとして録音をおこなった。